# Cementerio municipal de La Carriona
El cementerio municipal de La Carriona es un espacio creado a finales del siglo XIX como zona funeraria a las afueras de la ciudad española de Avilés, en Asturias. Su arquitecto fue Ricardo Marcos Bausá. Tiene gran relevancia histórico-artística y por ello forma parte de la ASCE (Association of Significant Cementeries in Europe), además de liderar el proyecto EUCEMET, cuyas siglas en inglés significan "Cementerios europeos: jardines de almas, diversidad y patrimonio", que tiene como objetivo dar importancia a los cementerios a través de su musealización y puesta en valor.

## Contexto histórico
En Avilés a finales del siglo XIX, la villa vive una etapa de intenso desarrollo, vinculado a la actividad portuaria y al comercio con América, actividades que generan una época de prosperidad y una clase social, los “indianos”. Surgen proyectos industriales como la Real Compañía Asturiana de Minas. La expansión urbana traspasa los viejos límites de la ciudad amurallada, a partir de 1850 y hasta 1920 va formándose parte del actual trazado urbano: se encauza la ría, se construye el nuevo puerto de San Juan de Nieva, Sabugo y la Villa se unen con la puesta en servicio del mercado de abastos y un primer ensanche ciudadano se extiende entre las calles de Rivero y Llano Ponte. También en este momento se construyen edificios característicos de Avilés como el teatro Armando Palacio Valdés y residencias particulares como las de Arias de la Noceda o Josefina Balsera. Surgen en la periferia los primeros barrios para alojar a los trabajadores de las nuevas fábricas como Buenavista y La Magdalena. Además de esto, llega la luz eléctrica y el teléfono a la villa, y gracias al incipiente turismo vinculado sobre todo a Salinas se construye una red de Tranvía Eléctrico, para comunicar ambas poblaciones.

## Antiguos cementerios de Avilés
Anteriormente al desarrollo de los cementerios a extramuros, veíamos como las prácticas funerarias y las inhumaciones se realizaban dentro de la planimetría de la ciudad e incluso en el interior de las iglesias. Aunque la conciencia colectiva comience a ver estas prácticas inadecuadas en el siglo XVIII, será a partir de 1884 cuando se prohíba definitivamente esta práctica, separándola de la población y acotando su espacio a los muros de la necrópolis. Este cambio de ubicación irá unido progresivamente a un cambio en la mentalidad, pues la sociedad acostumbrada a la visión de cadáveres y prácticas funerarias, comenzará a ver estas actividades como algo desagradable. El uso de cementerios a extramuros comenzará su proceso de generalización en Europa y también en América, unido todo ello a las debidas medidas higiénicas, para evitar la propagación de enfermedades como la peste. Por lo tanto, avanzando el siglo XIX vemos un alejamiento entre la muerte y la vida cotidiana.
Uno de los lugares funerarios más importantes fue la Capilla de Las Alas, del siglo XIV destinada al enterramiento de esta poderosa familia avilesina. También los núcleos rurales de Miranda y San Cristóbal disponían de pequeños camposantos. Pero el crecimiento demográfico hizo que los viejos cementerios parroquiales de San Nicolás de Bari y Santo Tomás quedasen pequeños para la población avilesina, y se planteó la construcción de uno nuevo, cerca del Convento de la Merced (actualmente entronque de las calles de la Cámara y González Abarca), pero las nuevas leyes de sanidad y las protestas de los habitantes hacen que pronto haya que buscar una nueva ubicación, la Carriona. La Carriona, un lugar alto y ventilado como se decía por entonces, alejado en aquella época de cualquier núcleo habitado, es el lugar elegido para la construcción del nuevo cementerio: el cementerio católico de Avilés.

## Construcción del cementerio municipal de La Carriona
El proyecto de construcción es realizado por el arquitecto municipal de aquellos momentos: Ricardo Marcos Bausá, autor también del proyecto del parque del Muelle, además de llevar a cabo la ampliación del Real Instituto Jovellanos en Gijón. Este arquitecto fue importante también en Madrid por el diseño de la "Ciudad Lineal". El proyecto del nuevo cementerio se aprueba en 1884 y en 1888 se inician las obras de explanación y cierres, que son realizadas por artesanos avilesinos con piedra extraída de las canteras de Bustiello y Pillarno. Y será dos años después cuando se bendiga.

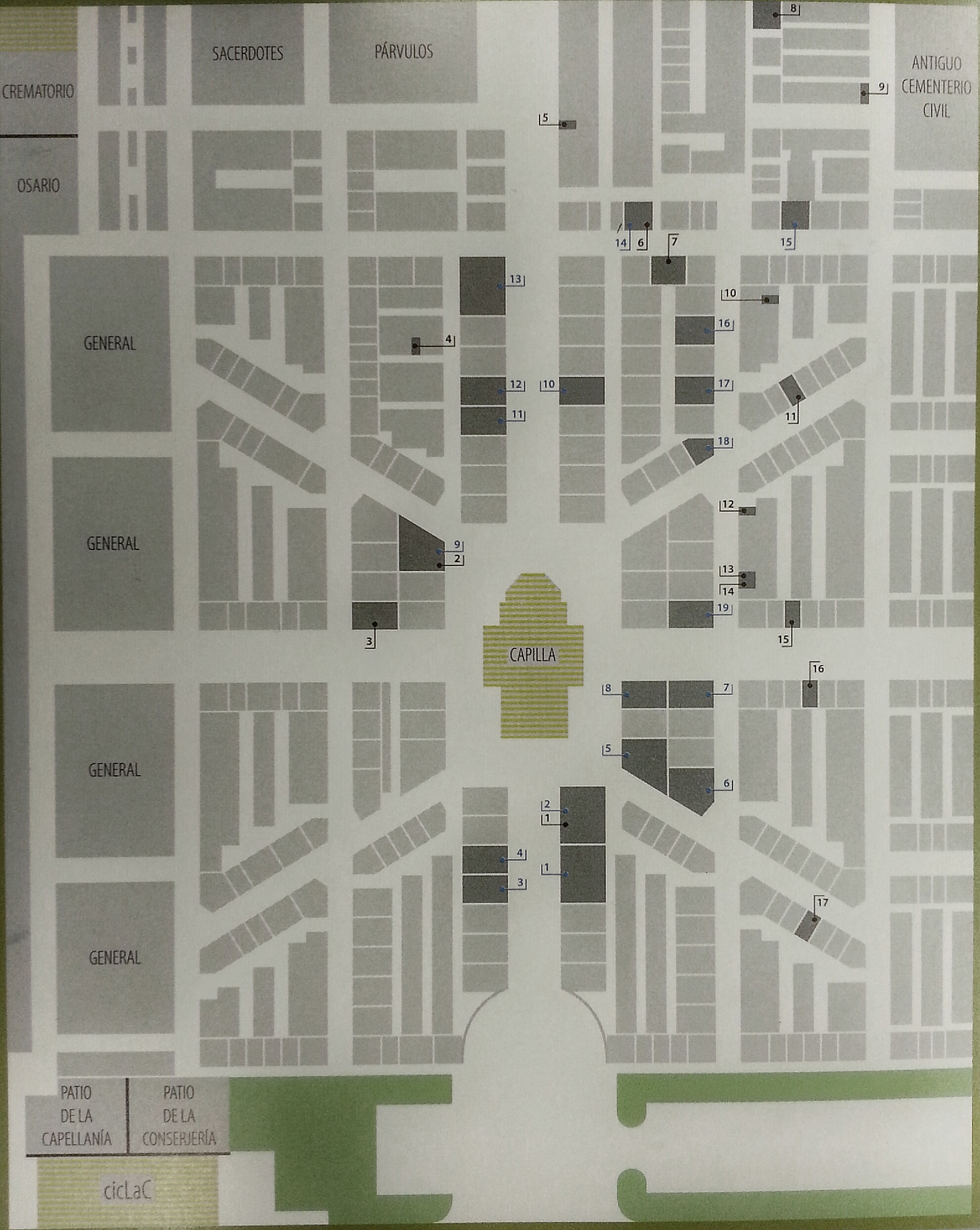
Plano del cementerio municipal de La Carriona.

El cementerio es de traza mediterránea con planta cuadrada, capilla y muros perimetrales elevados para evitar las exhumaciones. Disponía de capellanía y conserjería, sala de autopsias, depósito de cadáveres, osario y “cementerio civil”, destinado al enterramiento de quienes no profesaban la fe católica y perviviendo hasta casi los años ochenta. Se establecen ejes distribuidores internos que dividen los espacios de las necrópolis de manera racionalista. Con las avenidas podemos ver como se forma en la planta una cruz, y de esta manera se entiende el recinto cerrado como la ciudad de los muertos. Uno de los elementos más destacados del conjunto es, sin duda, la capilla. Diseñada por el propio arquitecto Ricardo Marcos Bausá, su construcción abarca desde 1891 hasta 1893.

## El Cementerio
En la entrada principal y en las columnas destacan coronas de flores (adormideras), antorchas encendidas o relojes de arena, representativas del paso inexorable del tiempo, de la llegada de la muerte y del tránsito hacia la otra vida. Observamos un cerramiento en piedra que se combina a lo largo del parámetro de la cerca con obras de rejería. Todo ello está construido en un estilo ecléctico sin grandes elementos ornamentales, y cargado de simbolismo.
La capilla ocupa el centro del cementerio cortando la avenida principal de la entrada y funcionando así como el medio en donde surgen avenidas perpendiculares y diagonales. La planta es de cruz griega, con la nave principal rematada por un ábside poligonal y una entrada con una escalinata desde la que se accede al interior de la capilla. La nave transversal que funciona como crucero se remata de forma recta. El estilo parte de una concepción neorrománica, con arcos de medio punto, óculos y líneas sencillas. Este carácter austero y su bicromía alude a lo brunelleschiano, procedente de Italia. Marca por lo tanto un contraste con las representaciones abigarradas barrocas que tiene a su alrededor y hacen de ella una construcción serena y sobria. Al ser el centro del complejo, jerarquiza, por lo tanto, las cuadraturas que deja a su paso, de tal manera que los costes de las mismas disminuyen a medida que se alejan de la capilla y de las avenidas principales.

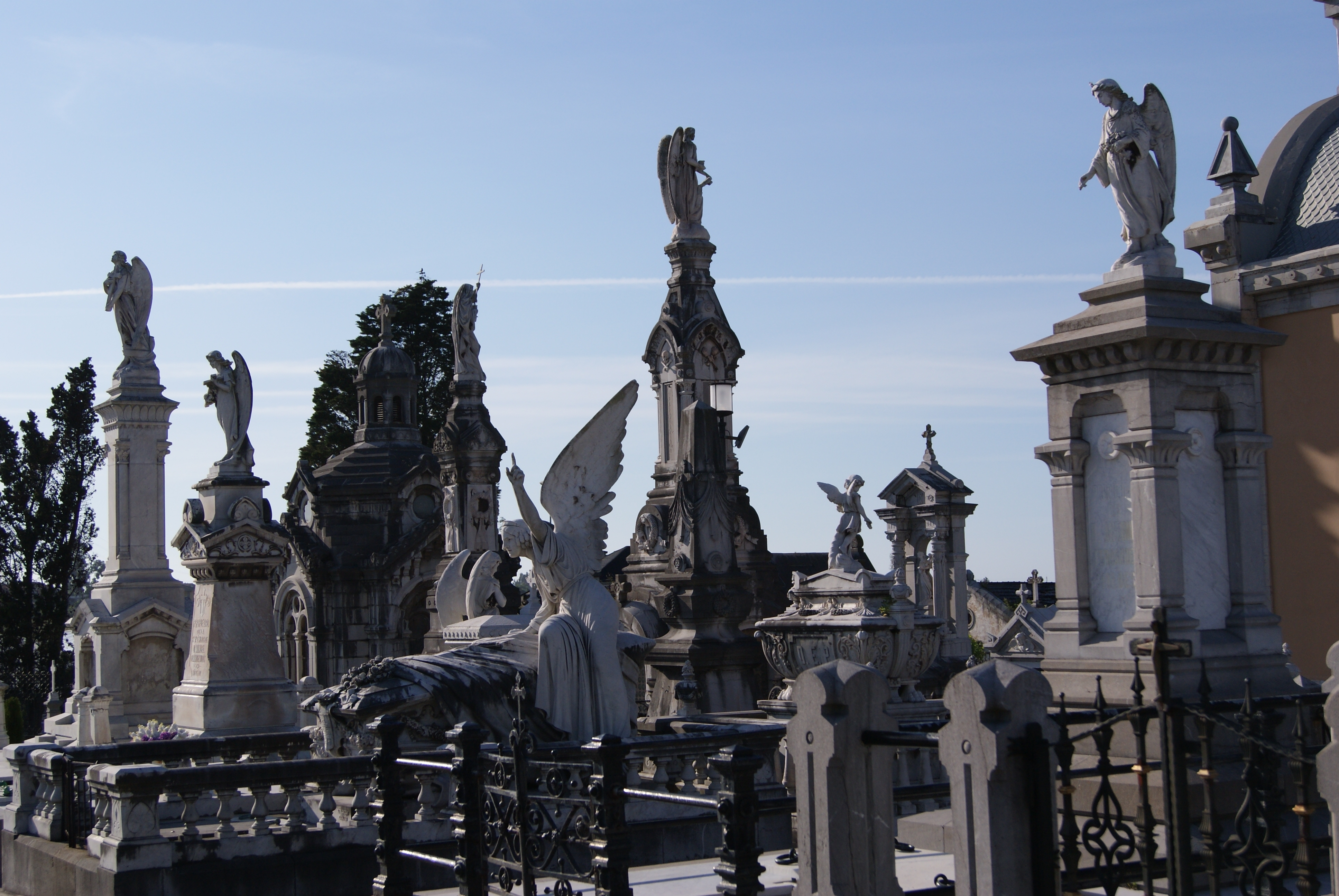
Cementerio Municipal de La Carriona

Las principales familias avilesinas de la época eligen este espacio, la avenida principal, para su enterramiento, convirtiéndolo en un auténtico museo al aire libre, por la profusión de obra arquitectónica y escultórica que contiene. Con estos monumentos las familias adineradas quieren mostrar su poder social y económico y perpetuar su memoria y prestigio en el futuro. Muchas de estas familias estaban vinculadas al comercio y transporte marítimo con Cuba y otros países americanos, como los Fernández Balsera o los Zaldúa-Carvajal.
Los más importantes artistas asturianos del momento trabajan en estos proyectos: Manuel del Busto, Cipriano Folgueras, Faustino Nicoli y Armando Fernández Cueto entre otros. Siguen líneas y modelos artísticos muy en boga en los cementerios de las principales ciudades europeas, y muchos de ellos también habías diseñado arquitecturas para sus clientes en el centro de la villa o en el barrio indiano de Villalegre. A su lado todo un conjunto de constructores y talleres desarrollan una ingente actividad, sobre todo entre 1890 y 1920, época de puesta en servicio del cementerio, esta será, por lo tanto, su etapa dorada.
Existen diferentes tipos de enterramientos: como nichos, panteones e hipogeos (enterramientos en grandes criptas subterráneas), que podemos considerar el tipo de enterramiento más repetido dentro del cementerio.

### Enterramiento del Marqués de Teverga

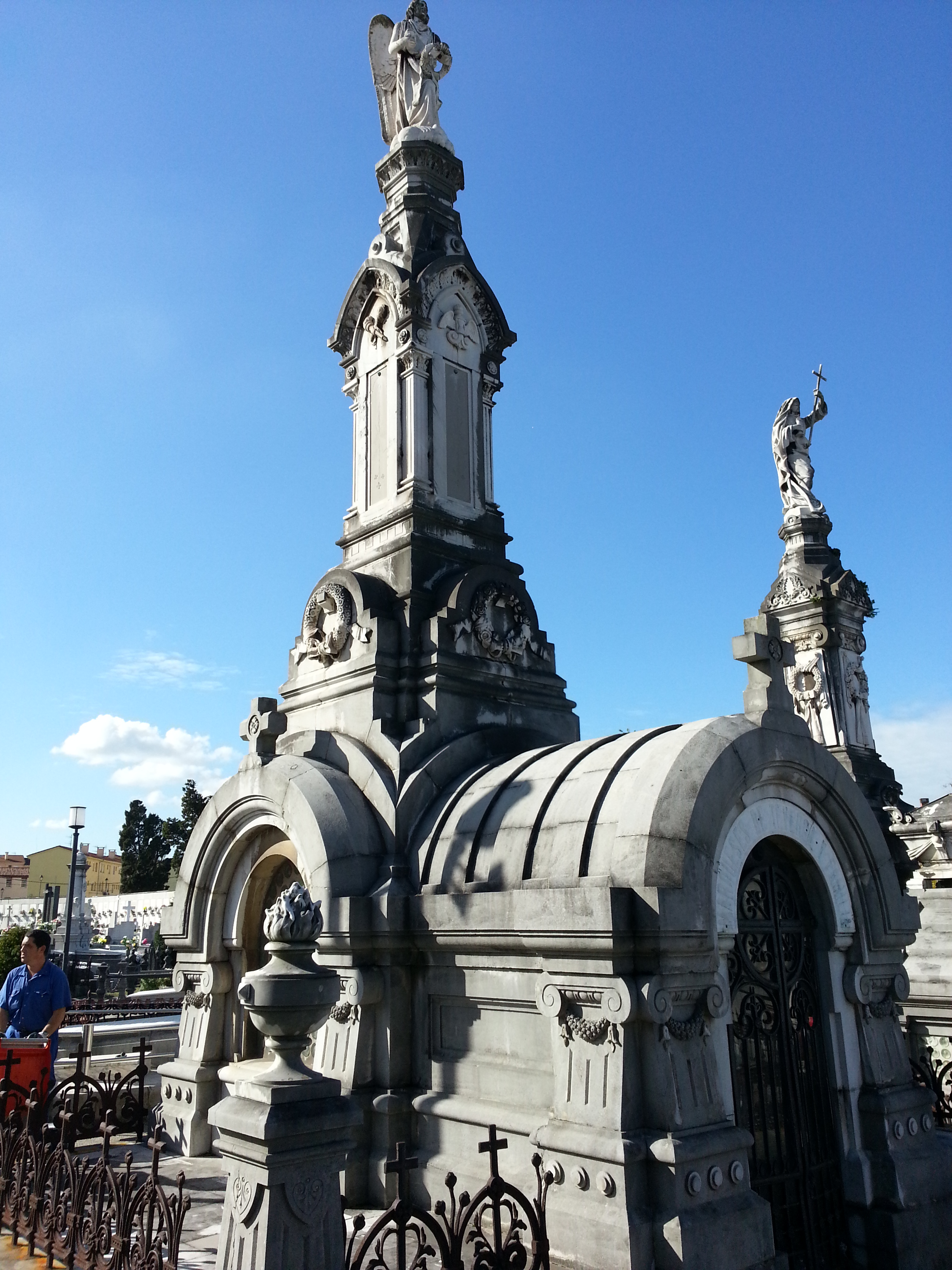
Enterramiento del marqués de Teverga

Julián García San Miguel fue el segundo marqués de Teverga, hijo del primer marqués que amasó una considerable fortuna con su flota de veleros. El negocio estaba basado en la importación de coloniales procedentes de Cuba y el traslado de emigrantes a aquella isla. Durante su vida ejerció como político y fue una de las personas más importantes en la economía de Avilés, proporcionando gran impulso a la revolución industrial. Gracias a él se hicieron obras como la canalización de la ría, la llegada del ferrocarril o la construcción de la nueva iglesia de Sabugo, por lo tanto vemos como era una personalidad muy preocupada por el desarrollo de la villa avilesina. Es un enterramiento en hipogeo, formado por gran templete con planta de cruz latina y cubierta con bóveda de cañón peraltada, rematado por una torre de grandes dimensiones que se asienta sobre el crucero. Todo ello está coronado por un ángel alado. El conjunto se encuentra decorado con vegetación pétrea utilizada con gran profusión sobre las tumbas. Esta obra es del mismo arquitecto que diseñó la planimetría del cementerio, Ricardo Marcos Bausá.

### Enterramiento de María Suárez y Familia

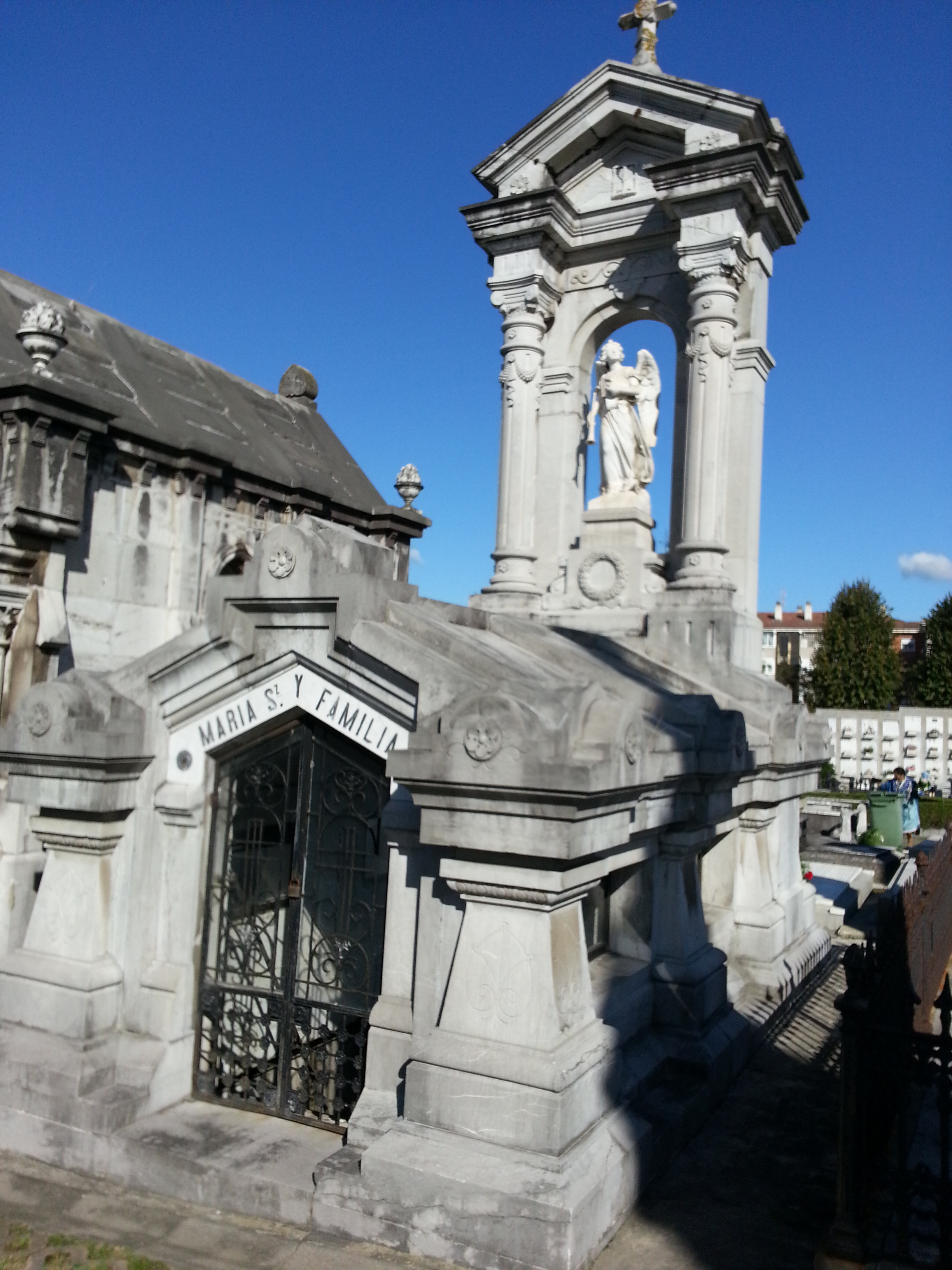
Enterramiento de María Suárez y Familia

Esta construcción está diseñada por el propio Ricardo Marcos Bausá (arquitecto del cementerio) realizado para la familia de María Suárez. En 1895 se enterró su esposo, Juan Rodríguez, un avilesino que emigró a América, en donde alcanzó una alta posición económica. En este tipo de construcciones Bausá plantea una división en tres grandes partes: la primera es la cripta, el lugar subterráneo destinado al enterramiento, sobre esta se construye en piedra una edificación de gusto clasicista, defendido por la Academia de Bellas Artes de San Fernando. Utiliza elementos como pilastras adosadas, arcos y columnas profusamente adornadas con flores y guirnaldas. En el centro del arco superior se coloca un ángel anunciador, con su trompeta y en el frontón se esculpe un reloj de arena. Como remate superior se coloca una cruz.

### Enterramiento de la marquesa de San Juan de Nieva

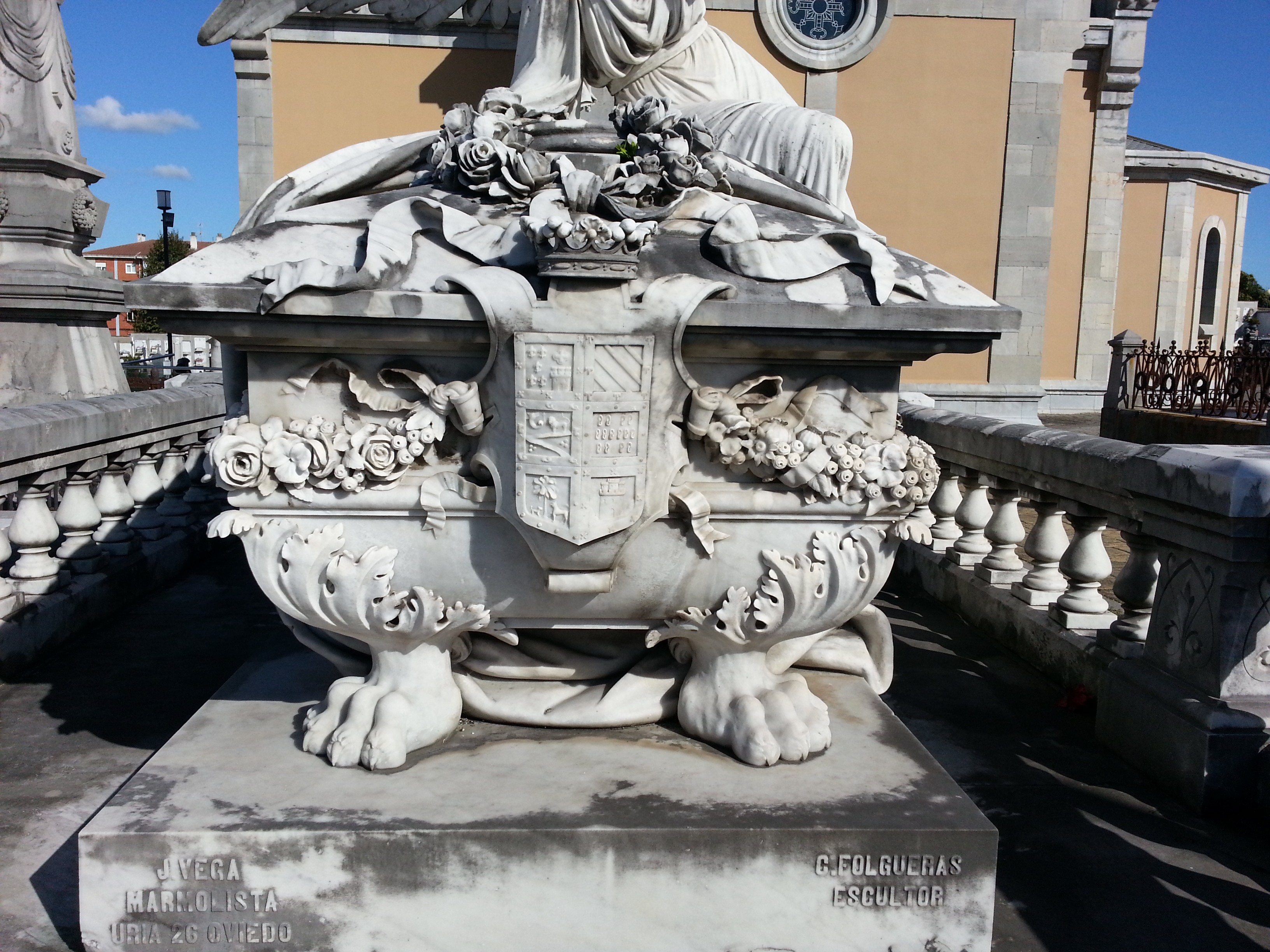
Sarcófago del enterramiento de la marquesa de San Juan de Nieva, 1902

Este es el monumento más espectacular de todo el cementerio. La cripta y el proyecto fueron diseñados por Armando Fernández Cueto, artista avilesino que diseñó otros edificios en nuestra villa, como el del “Gran Hotel” (con perspectivas de balneario). Como escultor intervino otro artista muy importante, Cipriano Folgueras Doiztúa, autor de otras obras en Asturias, como la estatua de Fernando de Valdés Salas, fundador de la Universidad de Oviedo y que se encuentra en el patio central del Edificio Histórico de la misma. El monumento funerario se construyó en el año 1902 y es de mármol de Carrara. Tiene una gran arca cineraria realizada con un solo bloque de mármol con el escudo de armas familiar en el frente, todo ello sustentado por unas garras de león representando así la fuerza, robustez y poder. La figura que está sentada en esta arca es un ángel anunciador de la muerte, sabemos que es así porque tiene en su mano un trompeta. Su rostro es inquietante, con cavidades en los ojos donde la familia puso piedras preciosas pero que fueron robadas en la Guerra Civil Española. La figura posee un cuerpo femenino, pero el rostro está masculinizado, contribuyendo a presagiar un incierto destino. El arca está cubierta por un paño cuyos pliegues dejan adivinar la existencia de una cruz.

### Enterramiento de Armando Palacio Valdés

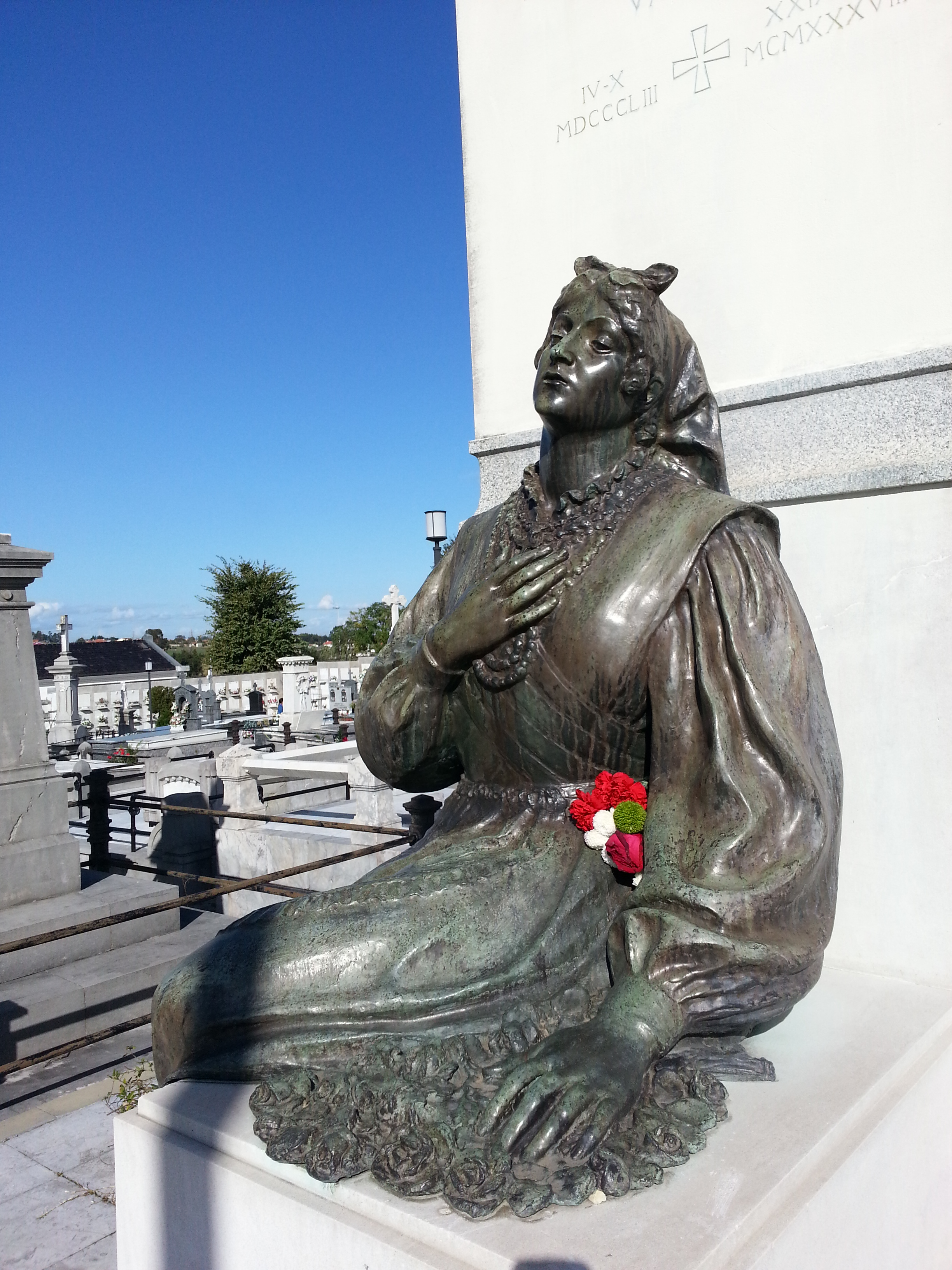
Estatua de Demetria del enterramiento de Armando Palacio Valdés, 1941

Armando Palacio Valdés (1853-1938) aunque nació en el concejo de Laviana vivió en la villa avilesina desde su infancia, y es uno de los más importantes escritores del realismo español. Miembro de la Real Academia Española y autor de numerosas obras, como Marta y María o La novela de un novelista que se ambientan en Avilés. Su panteón se construyó en 1941, siendo su autor el escultor Jacinto Higueras, que había logrado el Premio Nacional de Escultura. La mujer representa la figura de Demetria, un personaje de La aldea perdida (obra del mismo Armando).  El medallón de la parte superior contiene la figura del autor y en la parte inferior un texto de la novela que protagoniza Demetria: “Viajero, si algún día escalas las montañas de Asturias y tropiezas con la tumba del poeta, deja sobre ella una rama de madreselva. Así Dios te bendiga y guíe tus pasos con felicidad por el Principado”. Armando Palacio Valdés da nombre al principal teatro de la villa, a una calle y a un colegio.

### Enterramiento de Bonifacio Heres

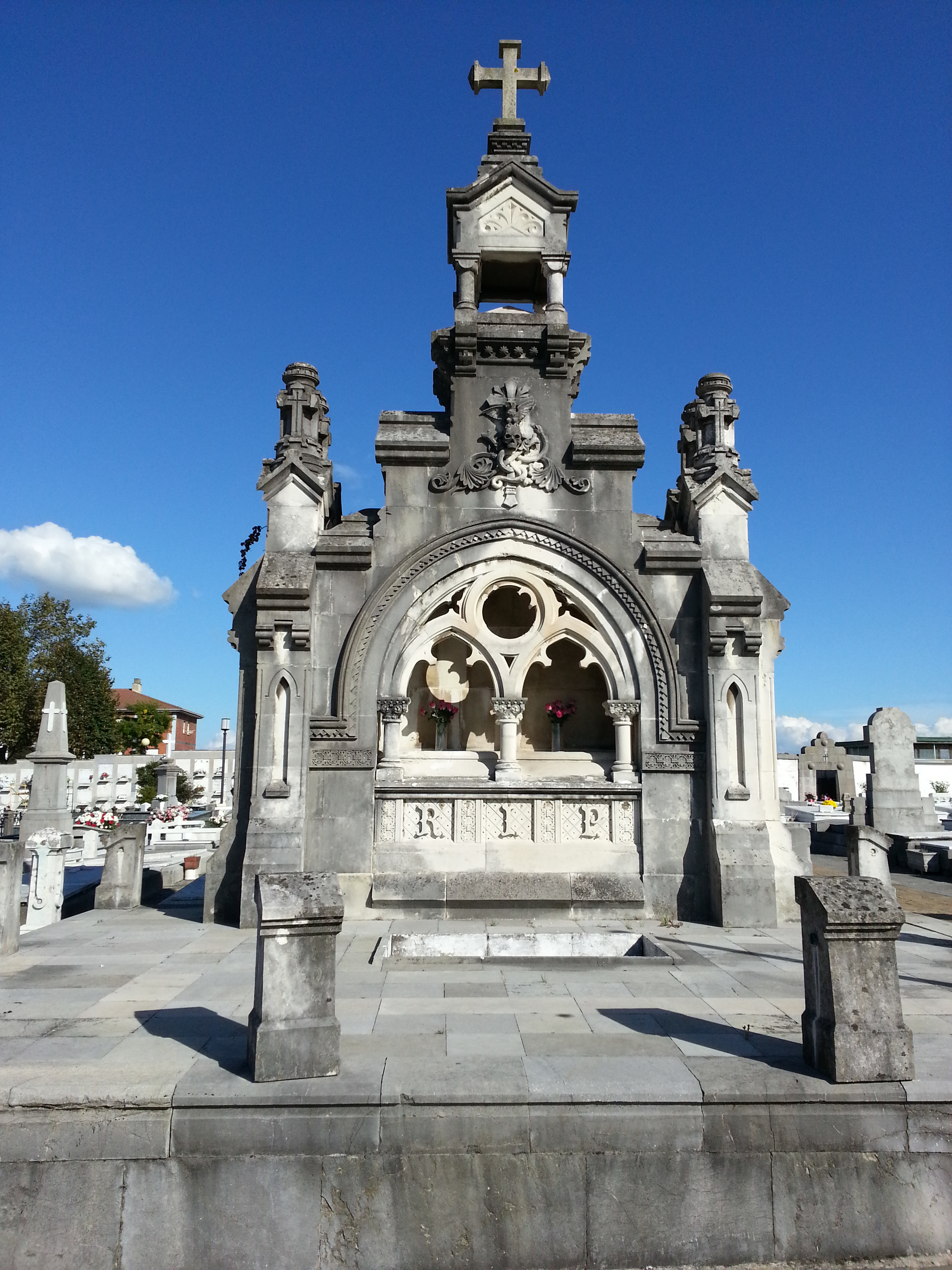
Enterramiento de Bonifacio Heres

Bonifacio Heres, abogado, fue alcalde de Avilés durante cinco años, entre 1874 y 1879. Fue una persona adinerada y encargó a Manuel del Busto, autor del Teatro Palacio Valdés, su panteón. Utiliza como estilo artístico el historicismo, uno de los más demandados del momento. En este caso podemos ver reminiscencias al arte medieval, que se utiliza en las catedrales, como por ejemplo en el nuevo Templo de Sabugo. Este enterramiento semeja una especie de claustro de un templo neogótico, albergando un sarcófago en arcosolio. Es destacable el simbolismo de esta obra, de tal manera que el cementerio actúa a modo de catedral acogiendo este enterramiento en su interior. Figuran en él las iniciales del cliente y una imagen de una calavera y serpientes, símbolo de regeneración e inmortalidad.

### Enterramiento de la Familia García Morán

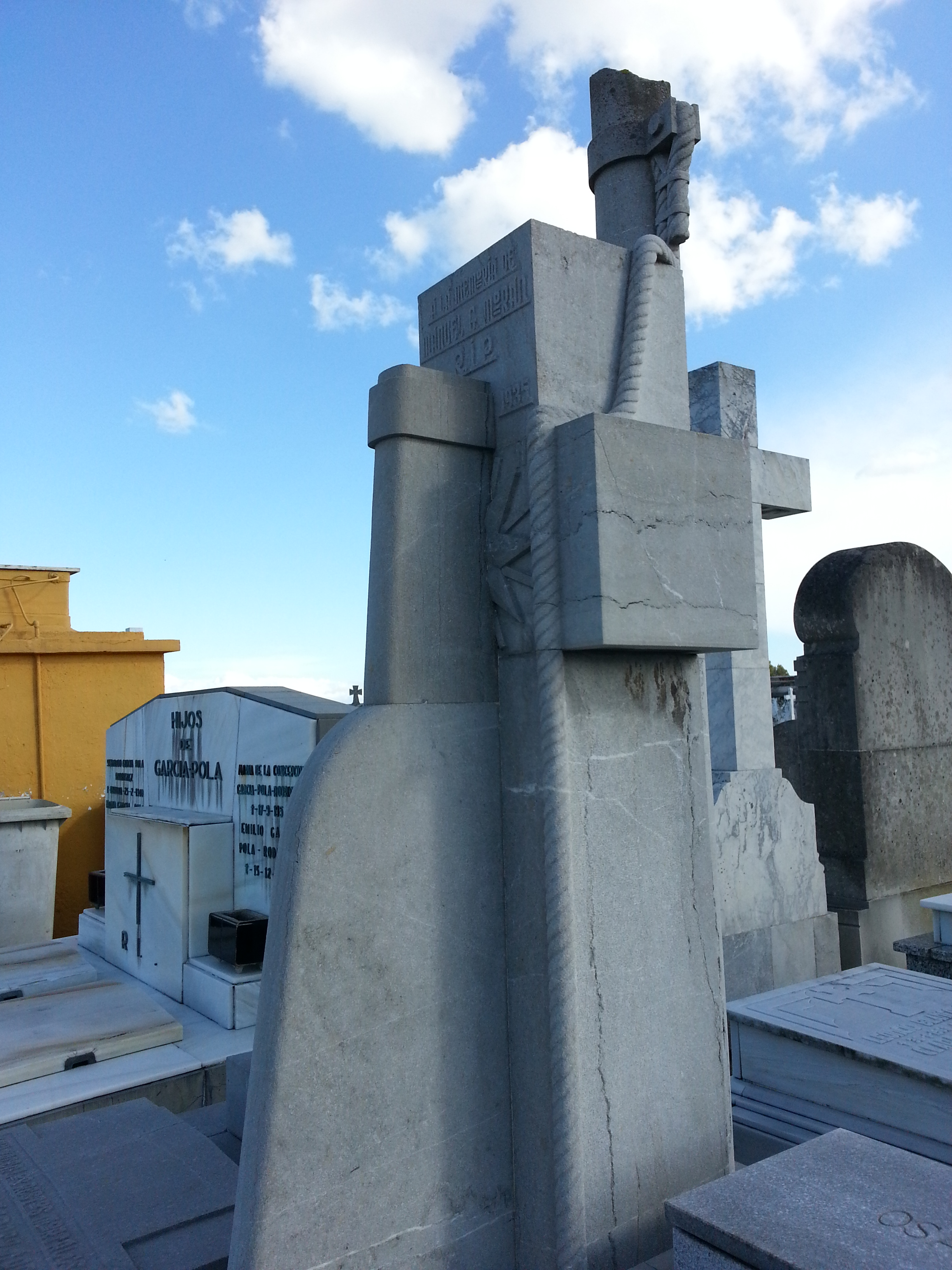
Enterramiento de la Familia García Morán, 1935.

Aunque comparte arquitecto, Manuel del Busto, con el enterramiento de Bonifacio Heres es una obra muy distinta y una de las más originales dentro del cementerio, realizada en 1935. La familia García Morán tuvo una gran trayectoria comercial, una de las más antiguas de la comarca avilesina, relacionada con el mundo marítimo y dedicado a la venta de objetos y suministros marítimos. Por este motivo, el enterramiento tiene la imagen de la popa de un barco. Tiene también la rosa de los vientos y un timón y en la parte superior los autores ejecutan la figura del mástil roto, el simbolismo de la deriva y de la muerte.

### Enterramiento de José Manuel García González «Marcos del Torniello»
Otro espacio dedicado a la memoria es el del enterramiento de José Manuel García González, más conocido como «Marcos del Torniello» (1853-1938). Nació a escasos kilómetros de Avilés, pero fue en la localidad donde residió durante gran parte de su vida. Es uno de los principales escritores en lengua asturiana, colaborador en numerosas revistas y publicaciones de la época. Su obra más destacada es Gozoniega, conocida popularmente por su primer verso: “Soy de Verdicio”. Alcanzó gran popularidad y tuvo gran importancia para la cultura asturiana, aunque sus restos ocupan un modesto panteón.

### Enterramiento de los Condes de Peñalver
Realizado para albergar los restos de Nicolás de Peñalver y Zamora, conde de Peñalver, y su esposa María del Socorro García.

## Sepulturas
- Jesús Castro González y su hermano, Quini.
- Yago Lamela
- Armando Palacio Valdés
- Obdulia García Díaz[2]

## El Cementerio civil
El Cementerio Municipal de La Carriona poseía además una zona destinada a los enterramientos de los que no profesaban la fe católica. Debido a las circunstancias históricas estuvo abandonado en su mantenimiento, y fue tratado como un lugar apartado y sin importancia. Esta estructura del cementerio permaneció independiente hasta los años ochenta, cuando recuperó importancia con la llegada de las primeras corporaciones elegidas democráticamente. Contaba para su acceso con una puerta totalmente independiente del resto del recinto mortuorio, que llevaba grabada la inscripción “Paz a los muertos”. Se ha conservado y reutilizado como segundo acceso al cementerio, pero pasará a la historia por su separación de los seres humanos en función de sus creencias religiosas.

## Otros cementerios en Avilés
A partir de 1925 los habitantes de San Pedro Navarro-Valliniello solicitan la pertenencia al concejo de Avilés y se decide la implantación en este nuevo barrio del segundo cementerio municipal de Avilés. Tiene un carácter más popular y menos monumental que el cementerio municipal de La Carriona. Otro de los cementerios de Avilés es el cementerio parroquial de San Cristóbal de Entreviñas. Las primeras referencias a esta parroquia son de 1312 y sabemos que existía un primer cementerio que fue clausurado en 1885. En 1896 se inaugura el nuevo camposanto y es de titularidad parroquial, y no municipal como los anteriores.

## El cementerio en la actualidad

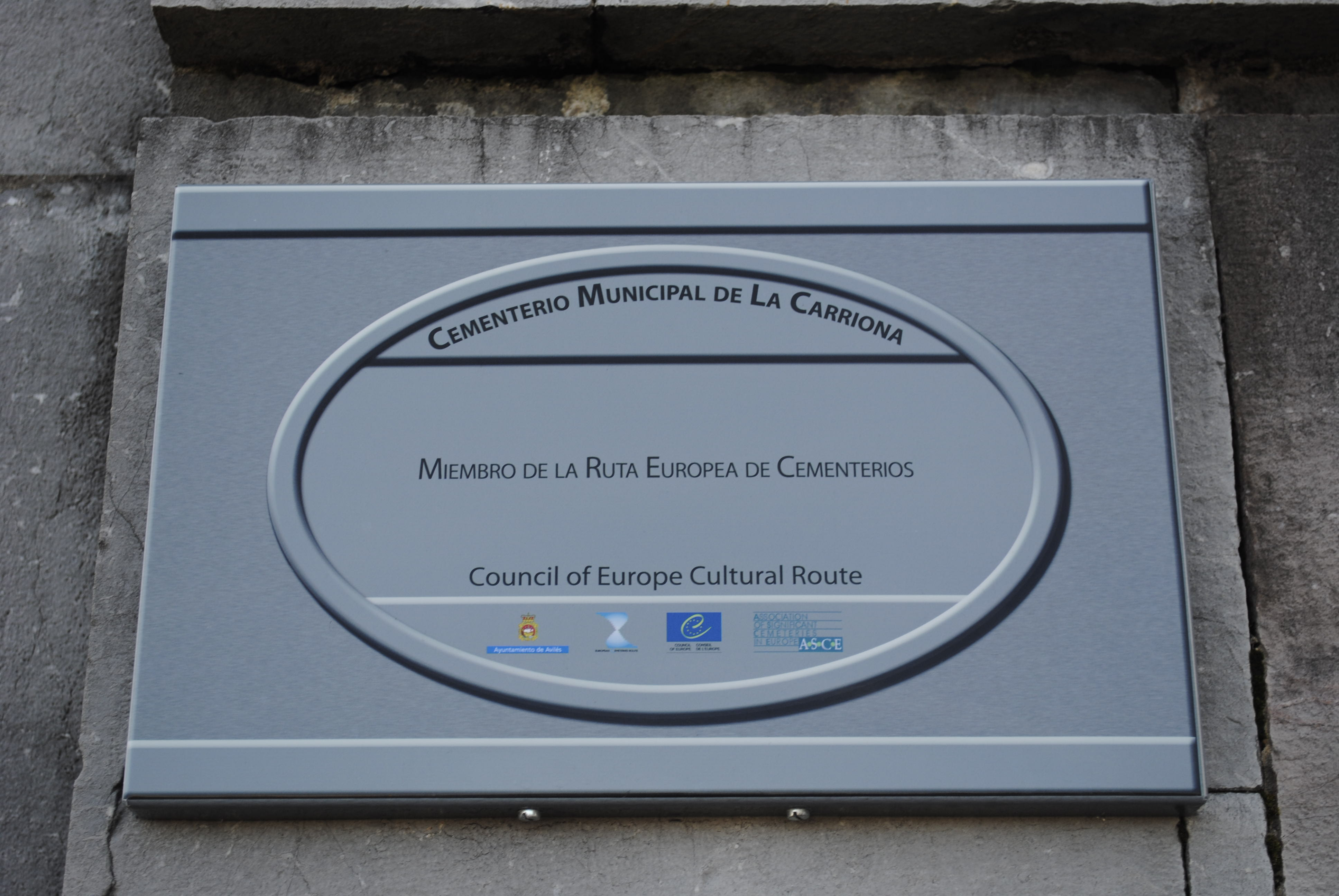
Placa que acredita la membresía de la Ruta Europea de Cementerios

Al construir el cementerio se hace una diferencia entre dos espacios: el lugar sagrado que está cerrado y el lugar abierto o profano. Se diseña una instalación auxiliar que albergaba la residencia del capellán y del conserje de la instalación, actual CICLAC. Es un edificio con dos viviendas, a distinta altura, cada una con su propio patio para huerta y almacén. Lo que durante décadas fueron las residencias de capellán y conserje se convierten ahora en el lugar destinado al fomento del conocimiento de nuestro pasado y nuestro patrimonio funerario para disfrute de avilesinos y visitantes. La ASCE es una red de la que forman parte los más importantes cementerios europeos, entre ellos y desde 2010 el cementerio municipal de la Carriona. Entre sus fines esta fomentar la investigación y conservación de los contenidos funerarios. Avilés lidera el proyecto europeo EUCEMET, que tiene como objetivo dar importancia a los cementerios a través de su musealización y puesta en valor.